# Вертикальна риска
Вертика́льна ри́ска (|) — символ ASCII, що має код 0x7C (hex), 124 (dec). Цей символ користувачі UNIX називають «пайп», від англ. pipeline — конвеєр.

## Математика
Вертикальну риску використовують в математиці:
- {\displaystyle ~|x|}: значення, що перебуває між двома вертикальними рисками, є модулем числа, або абсолютною величиною.
- {\displaystyle m\parallel n}: прямі або площини {\displaystyle m} і {\displaystyle n} паралельні.
- {\displaystyle ~a|b}: число {\displaystyle ~a} є дільником числа {\displaystyle ~b} (часто вимовляється як «{\displaystyle ~a} ділить {\displaystyle ~b}» ).
- {\displaystyle A=(B|d^{\mid })}: матриця {\displaystyle ~A} складена шляхом приписування стовпця {\displaystyle ~d} до матриці {\displaystyle ~B} справа.
- {\displaystyle ~P(B|A)}: ймовірність події {\displaystyle ~B} за умови, що подія {\displaystyle ~A} відбулась (кажуть «ймовірність події B після A»).
- {\displaystyle ~||x||_{L}}: норма елемента {\displaystyle ~x} в метриці простору {\displaystyle ~L}.
- {\displaystyle {\begin{vmatrix}a_{11}&\cdots &a_{1n}\\\vdots &\ddots &\vdots \\a_{n1}&\cdots &a_{nn}\end{vmatrix}}} — визначник матриці.

## Електротехніка
В електротехніці запис {\displaystyle R_{1}||R_{2}} використовують для позначення загального опору резисторів R1 і R2, увімкнених паралельно.

## Розірвана вертикальна риска
На клавіатурах на клавіші, призначеній для введення «|», традиційно зображують розірвану вертикальну риску «¦». На сьогодні це окремий символ «broken bar» з кодом U+00A6 (в HTML його можна позначити як &brvbar;). Жодного застосування цей символ не має.